# Transport en Commun

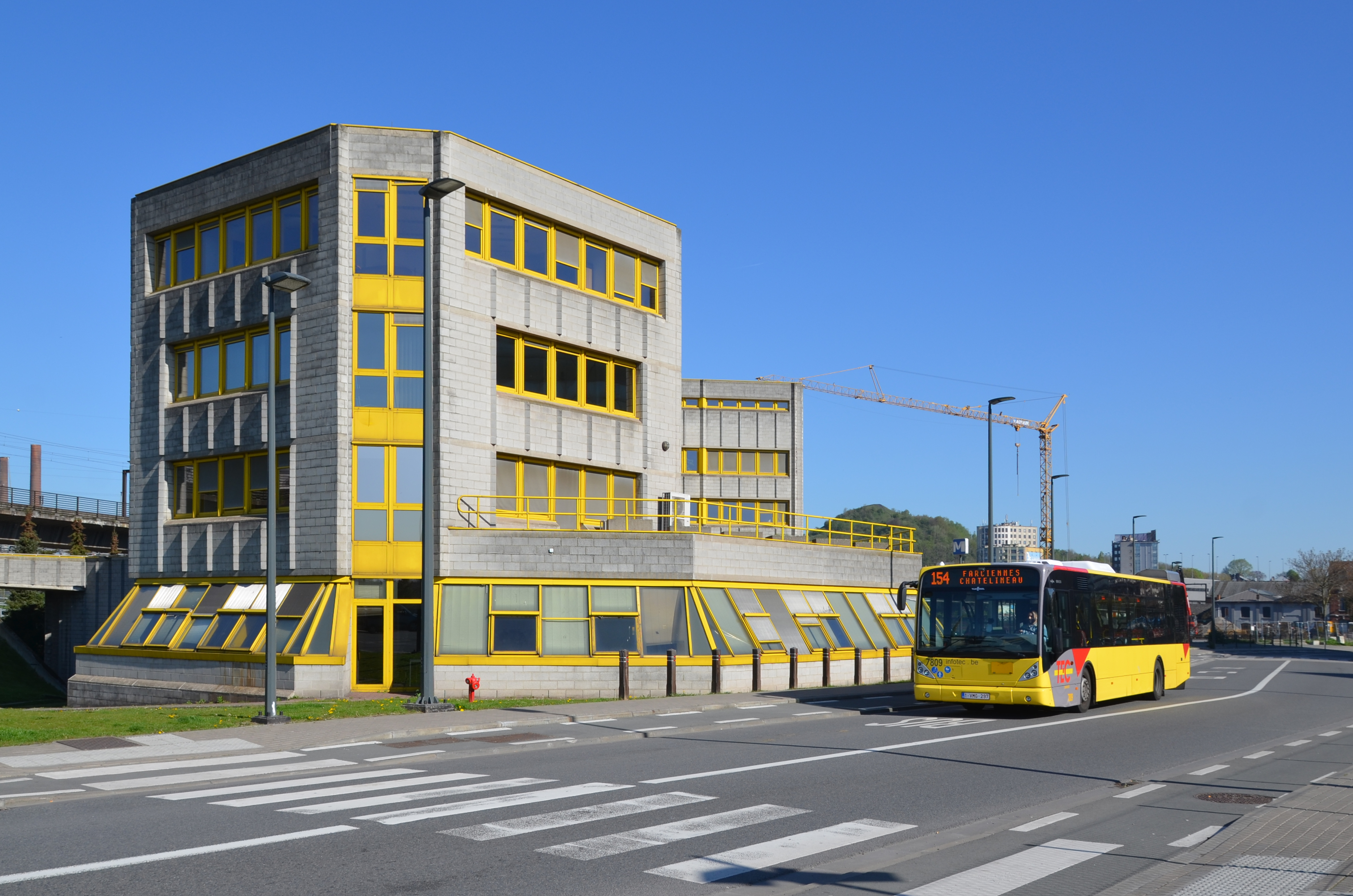
Geschäftsstelle des TEC Charleroi

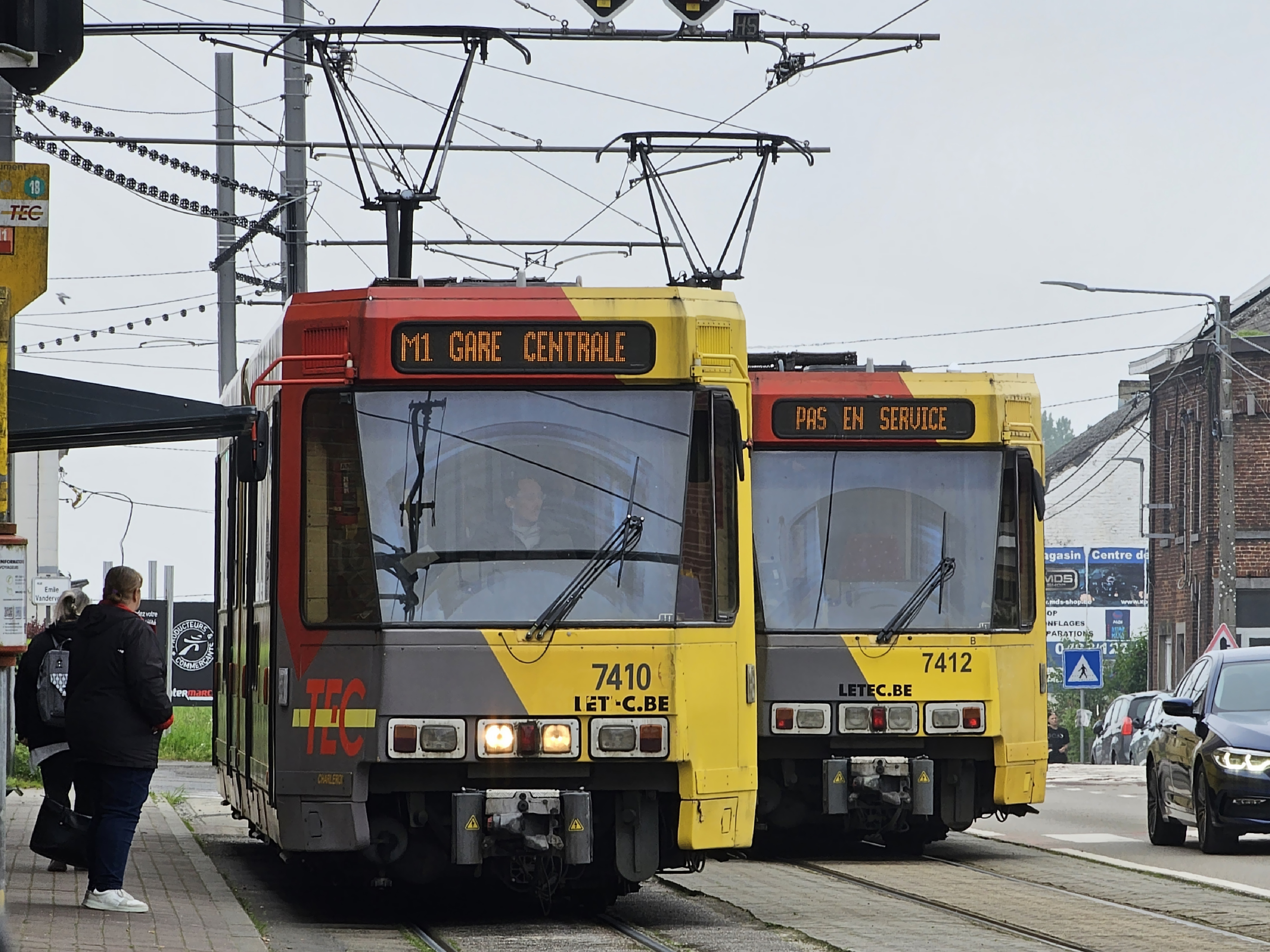
Stadtbahnwagen in Anderlues

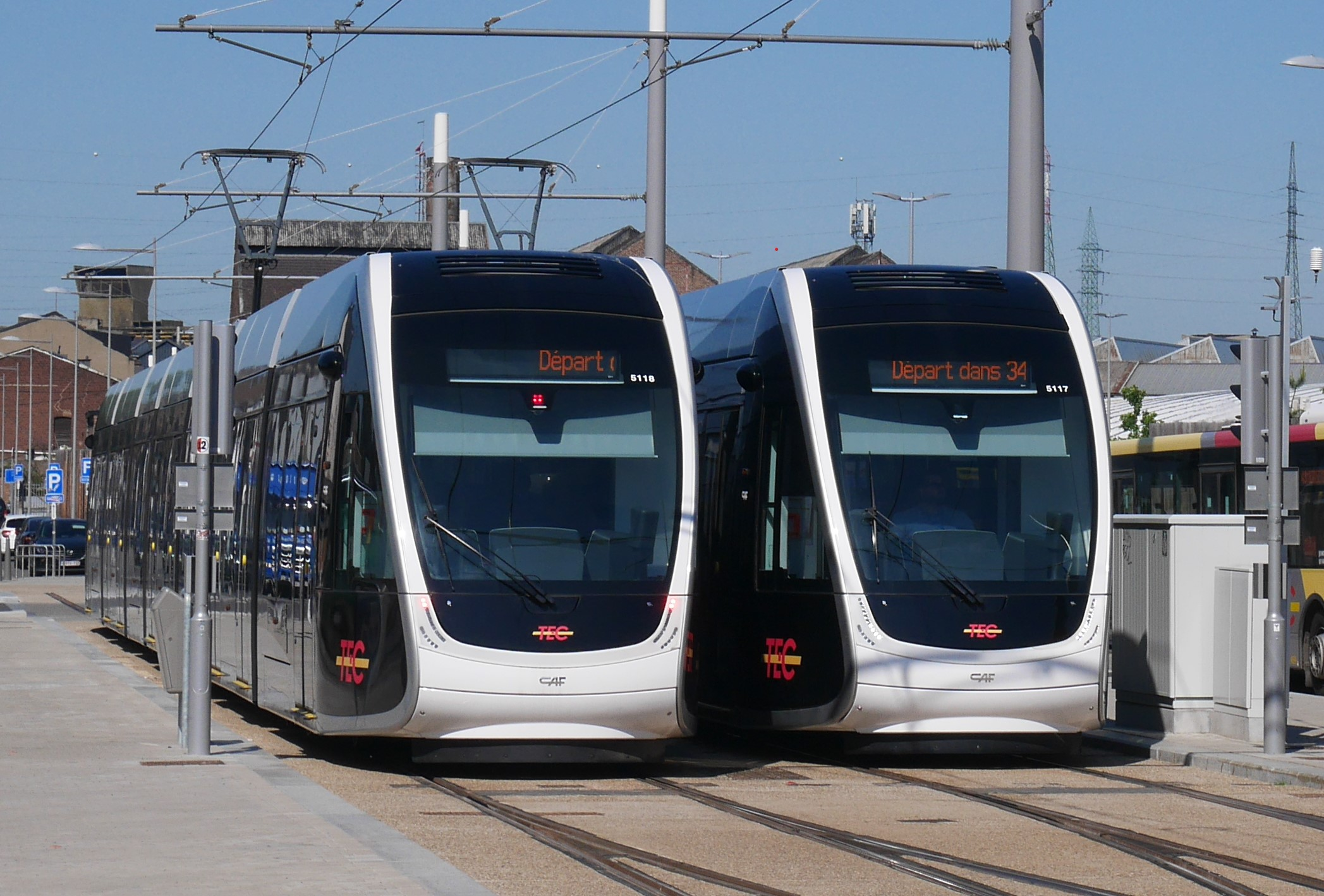
Straßenbahnen in Lüttich

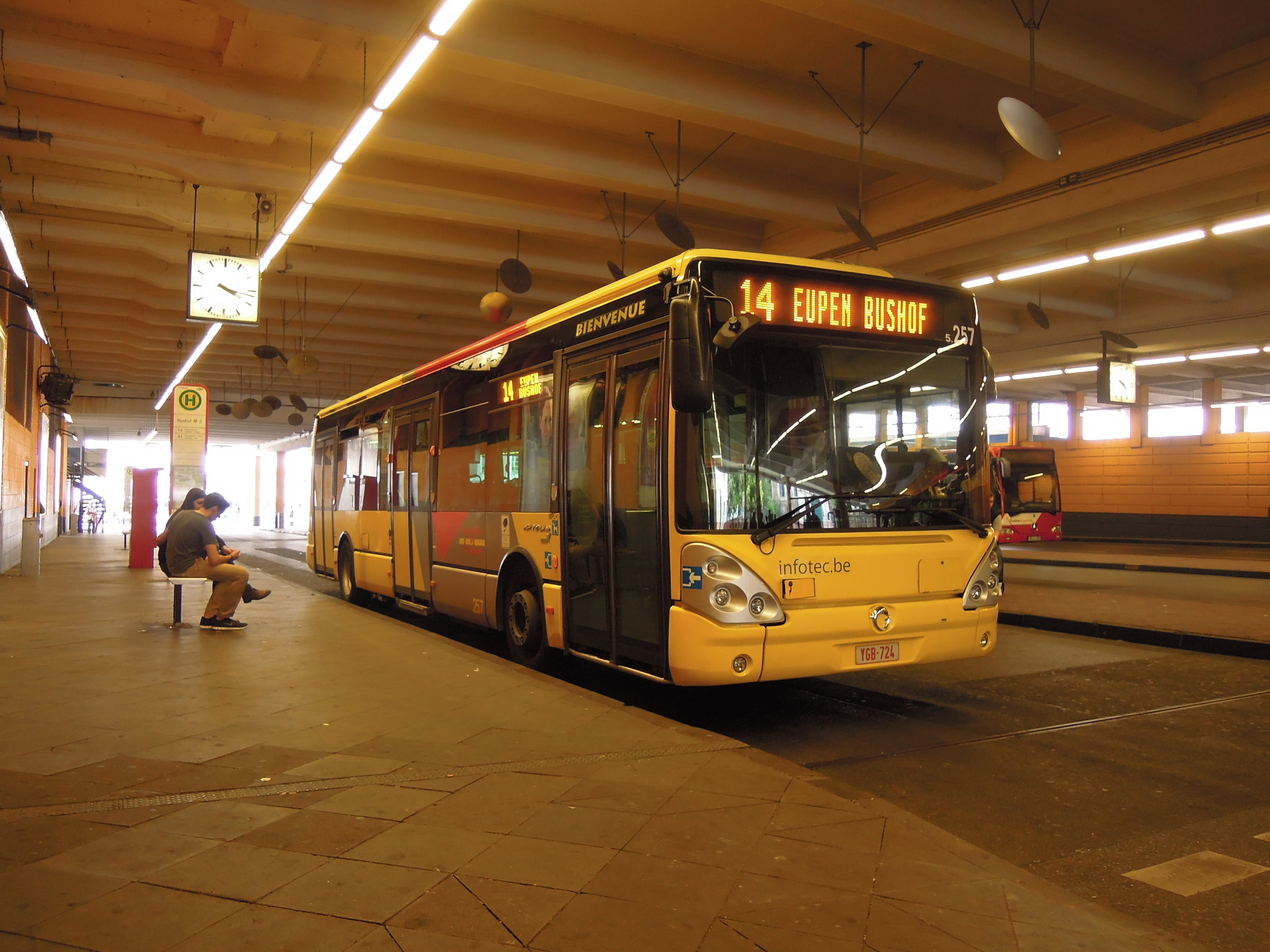
Linienbus des TEC nach Eupen in Aachen Bushof

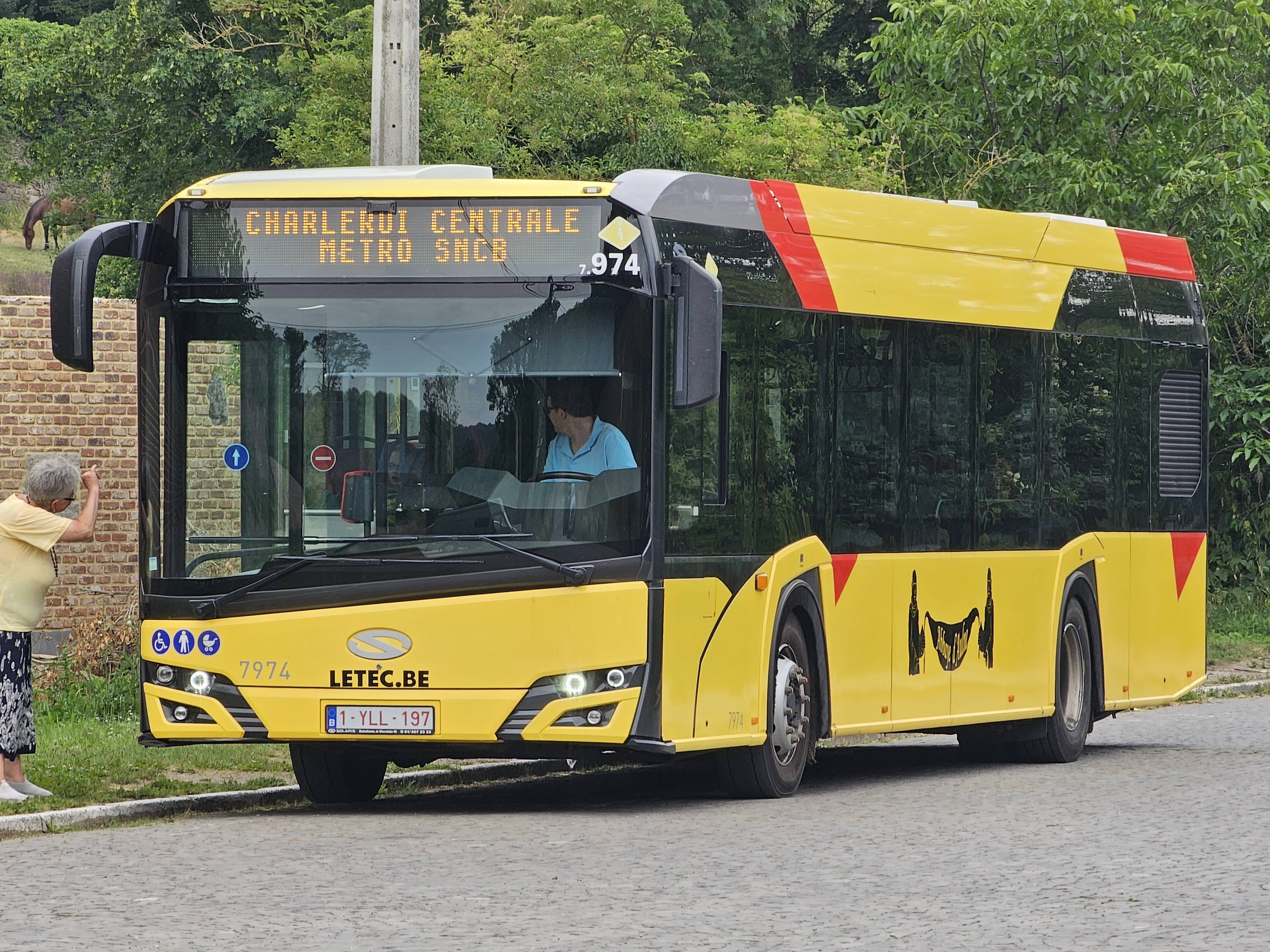
Hybridbus in Thuin

Transport en Commun (TEC) ist die Marke, unter der der Opérateur de Transport de Wallonie (OTW, deutsch Verkehrsbetreiber der Wallonie, VBW) den öffentlichen Personennahverkehr in der belgischen Region Wallonien betreibt. Dies umfasst alle städtischen und regionalen Busverkehre in Wallonien sowie die Stadtbahn Charleroi und die Straßenbahn Lüttich.
Der Verkehrsbetreiber ist in der Rechtsform einer juristischen Person öffentlichen Rechts ein Verkehrsbetrieb in öffentlichem Eigentum, der in fünf Gebietsdirektionen eingeteilt ist.

## Geschichte

### Vorgeschichte
Bis 1991 führten in Belgien zwei landesweit operierende, staatliche Verkehrsgesellschaften den öffentlichen Personenverkehr durch: Die Nationale Gesellschaft der Belgischen Eisenbahnen (SNCB/NMBS) und die Nationale Kleinbahngesellschaft (SNCV/NMVB/NKG). Die Nationale Kleinbahngesellschaft war dabei der größere Anbieter des Personenverkehrs. Zudem wurden einige städtische Straßenbahn- und Busnetze von kommunalen Gesellschaften betrieben, in der Region Wallonien waren dies die Société des Transports Intercommunaux de Charleroi (STIC) in Charleroi, die Société des Transports Intercommunaux de la Région Liégeoise (STIL) in Lüttich und die Société des Transports Intercommunaux de l'Agglomération Verviétoise (STIV) in Verviers.
Der belgische Gesetzgeber beschloss 1989 eine Regionalisierung der Zuständigkeiten für den öffentlichen Personenverkehr abseits der Eisenbahn. Die Nationale Kleinbahngesellschaft und bisherige städtische Gesellschaften wurden 1991 in drei Nahverkehrsunternehmen im öffentlichen Eigentum aufgeteilt: TEC in Wallonien, De Lijn in Flandern und STIB/MIVB in der Region Brüssel-Hauptstadt.
Der TEC übernahm in den wallonischen Landesteilen sowohl das Verkehrsnetz, die Beschäftigten wie auch die Fahrzeuge, die Anlagen und Betriebseinrichtungen der Vorgängergesellschaften.

### Struktur bis 2018
Bis 2018 bestand die sogenannte Groupe TEC aus sechs verschiedenen Gesellschaften. Die Société Régionale Wallonne du Transport (abgekürzt SRWT, deutsch Wallonische Regionale Gesellschaft für den Öffentlichen Personenverkehr) war für die übergeordnete Planung, Konzeptionierung und Vermarktung des ÖPNV verantwortlich.
Der SRWT untergeordnet waren fünf Betriebsgesellschaften (sociétés d'exploitation), die für die detaillierte Fahr- und Angebotsplanung, Fahrzeugbeschaffung, sowie die Durchführung des Verkehrs mit dem Betriebspersonal zuständig waren. Die fünf Betriebsgesellschaften waren:
- Société de Transport en Commun du Brabant wallon (TEC Brabant wallon), mit Sitz in Wavre[8]
- Société de Transport en Commun de Charleroi (TEC Charleroi), mit Sitz in Charleroi[4]
- Société de Transport en Commun du Hainaut (TEC Hainaut), mit Sitz in Mons[9]
- Société de Transport en Commun de Liège-Verviers (TEC Liège-Verviers), mit Sitz in Lüttich[10]
- Société de Transport en Commun de Namur-Luxembourg (TEC Namur-Luxembourg), mit Sitz in Namur[11]

Im März 2018 beschloss die wallonische Regierung, die fünf Betriebsgesellschaften in die SRWT zu verschmelzen und so eine einheitliche Gesellschaft mit dem neuen Namen Opérateur de Transport de Wallonie zu schaffen. Grund war der Wunsch nach mehr Effizienz in der Verwaltung, so fielen durch die Umstrukturierung z. B. 74 Vorstandsposten (administrateurs) weg. Am Betrieb vorort selbst änderte sich nichts. Die Neustrukturierung trat zum 1. Januar 2019 vollständig in Kraft.

## Organisation
Gesetzliche Grundlage für die Organisation des öffentlichen Personennahverkehrs in Wallonien ist das Dekret vom 21. Dezember 1989 „über den Öffentlichen Personenverkehr in der Wallonischen Region“ (französisch Décret relatif au service de transport public de personnes en Région wallonne) in der jeweils gültigen Fassung.
Vergaberechtlich beauftragt die Region Wallonien in Form des Aufgabenträgers SPW Mobilité et Infrastructures gemäß der europäischen Verordnung (EG) Nr. 1370/2007 den Verkehrsbetreiber der Wallonie in einem öffentlichen Dienstleistungsauftrag per In-House-Vergabe mit der Erbringung der Verkehrs- und damit verbundener Leistungen.:Art. 34 Der aktuelle Verkehrsvertrag für die Periode 2024–2028 ist seit dem 1. Januar 2024 in Kraft.
Der Verkehrsbetreiber der Wallonie ist eine juristische Person des öffentlichen Rechts (personne morale de droit public), die wie eine Aktiengesellschaft strukturiert ist. Er gibt zwei Klassen von Aktien aus: Kategorie B, von denen sich je eine im Besitz der bedienten Gemeinden befindet und der jeweiligen Gemeinde das Recht gibt, einen Vertreter in das Beratungsorgan der Mobilitätsgebiete (organe de consultation de bassin de mobilité) zu entsenden, und Kategorie A ohne das alleinige Recht auf Benennung eines Vertreters.:Art. 1 Neben der Region Wallonien und den bedienten Gemeinden werden einige Aktien durch die Region Brüssel-Hauptstadt, durch die Provinzen und durch Einzelpersonen gehalten.:25
Den Betrieb führt der VBW in fünf Gebietsdirektionen, die sog. Business Units (auch Direction territoriale) durch. Sie bedienen Gebiete, die sich mit den Mobilitätsgebieten decken, deren Anzahl gesetzlich auf mindestens fünf festgelegt ist. Sie entsprechen den ehemaligen Betriebsgesellschaften vor 2018:
- TEC Brabant wallon in der Provinz Wallonisch-Brabant
- TEC Charleroi in der östlichen Provinz Hennegau, um Charleroi
- TEC Hainaut in der westlichen Provinz Hennegau, außerhalb von Charleroi
- TEC Liège-Verviers in der Provinz Lüttich
- TEC Namur-Luxembourg in den Provinzen Namur und Luxemburg

Weitere Abteilungen sind die Querschnittsbereiche wie Personal oder Marketing.
Dem Verkehrsbetreiber steht der Verwaltungsrat (conseil d'administration) vor, dessen Mitglieder von der Regierung berufen werden. Die Vertreter (administrateur) haben in den Provinzen Lüttich (4 Vertreter), Luxemburg (2), Namur (2), Hennegau (5) und Wallonisch-Brabant (2) zu wohnen. Die Geschäftsführung obliegt einem Generalverwalter (administrateur général) und einem beigeordneten Generalverwalter, die ebenfalls von der Regierung berufen werden. Die Geschäftsführer sowie drei Gewerkschaftsvertreter nehmen an Versammlungen des Verwaltungsrats beratend teil.:Art. 5
In jedem Mobilitätsgebiet gibt es ein Beratungsorgan.:Art. 5septies An halbjährlichen Sitzungen nehmen unter anderem je ein Vertreter der Gemeinden, die Aktieninhaber der Kategorie B in dem Gebiet sind, ein Repräsentant des Straßenverwaltung, ein Vertreter des VBW, ein Vertreter des für Verkehr zuständigen Ministeriums und die in dem Gebiet wohnenden Mitglieder des Verwaltungsrats teil.:Art. 5septies

## Betrieb
Im Jahr 2023 beförderte TEC 151 Millionen Fahrgäste, davon mit 69,8 Millionen beinahe die Hälfte im Bereich von TEC Liège-Verviers. Betrieblich wurde eine Fahrleistung von 124 Millionen Kilometer erbracht, davon 36,5 Millionen durch private Subunternehmer und 21,8 Millionen im Schulbusverkehr. Der TEC betrieb 4 Stadtbahn- und 793 reguläre Buslinien, die 32.157 Haltestellen auf einer Linienlänge von 14.527 Kilometern bedienten. Von den 5696 Mitarbeitern waren 3510 im Fahrdienst und weitere 864 als technische Arbeiter angestellt.

### Gebietsdirektionen
2023 gliederte sich der TEC mit seinen Linien, Depots und dem Fahrzeugpark wie folgt in die fünf Gebietsdirektionen (Business Units bzw. Direction territoriale):
| Kennzahl                     | Gesamt           | TEC Brabant wallon         | TEC Charleroi                           | TEC Hainaut                | TEC Liège-Verviers | TEC Namur-Luxembourg          |
| ---------------------------- | ---------------- | -------------------------- | --------------------------------------- | -------------------------- | ------------------ | ----------------------------- |
| Gebiet                       | Region Wallonien | Provinz Wallonisch-Brabant | östliche Provinz Hennegau, um Charleroi | westliche Provinz Hennegau | Provinz Lüttich    | Provinzen Namur und Luxemburg |
| Linien a                     | 797              | 83                         | 83                                      | 113                        | 204                | 314                           |
| Linienlänge                  | 14.527 km        | 1.474 km                   | 1.166 km                                | 2.119 km                   | 3.277 km           | 6.491 km                      |
| Haltestellen                 | 32.157           | 3.644                      | 3.106                                   | 5.354                      | 9.365              | 10.668                        |
| Fahrgäste a                  | 142,5 Mio.       | 12,4 Mio.                  | 21,4 Mio.                               | 19,1 Mio.                  | 67,2 Mio.          | 22,4 Mio.                     |
| Fahrleistung b               | 124,2 Mio. km    | 13,8 Mio. km               | 17,0 Mio. km                            | 20,6 Mio. km               | 41,0 Mio. km       | 31,8 Mio. km                  |
| Solobusse c                  | 1894             | 146                        | 312                                     | 202                        | 694                | 540                           |
| Gelenkbusse c                | 506              | 109                        | 24                                      | 154                        | 173                | 46                            |
| Reisebusse c                 | 163              | 61                         | 16                                      | 7                          | 10                 | 69                            |
| Midi- und Minibusse c        | 104              | 15                         | 19                                      | 40                         | 7                  | 23                            |
| Stadt- und Straßenbahnen     | 45               | 0                          | 45                                      | 0                          | 0                  | 0                             |
| Betriebshöfe und Werkstätten | 49               | 3                          | 4                                       | 8                          | 11                 | 23                            |

### Subunternehmer
Ein Teil der Betriebsleistung im Busbereich wird von Subunternehmern erbracht. Von den jährlich 36,5 Millionen Kilometer in 55 subvergebenen Losen waren dies im Jahr 2023:
- 68,85 % Keolis
- 12,57 % Hanséa
- 8,09 % Einzelunternehmer
- 6,21 % Ferrycars
- 2,77 % Atri
- 1,51 % Kooperationen Keolis + Einzelunternehmer

### Grenzüberschreitende Buslinien
Der TEC betreibt in Kooperation mit der ASEAG die wichtigste grenzüberschreitende Linie 14 von Eupen nach Aachen. Außerdem werden in der Region Aachen – Maastricht (Euregio Maas-Rhein) mehrere Verbindungen nach Deutschland und in die Niederlande angeboten, beispielsweise die Linie 396 von Eupen über Kelmis nach Vaals in den Niederlanden.